# Kirchheim (Bajorország)
Kirchheim település Németországban, azon belül Bajorországban. Lakosainak száma 2301 fő (2023. december 31.). Kirchheim Giebelstadt és Geroldshausen községekkel határos.

## Népesség
A település népessége az elmúlt években az alábbi módon változott:
| Lakosok száma | 517  | 1612 | 1571 | 2008 | 2144 | 2145 | 2148 | 2155 | 2247 | 2301 |
|               | 1875 | 1950 | 1975 | 1987 | 2012 | 2014 | 2016 | 2017 | 2021 | 2023 |